# Tysk ginst
Tysk ginst, även kallad tagginst (Genista germanica) är en växtart i familjen ärtväxter. 

## Utbredning
Artens utbredning i Sverige är sparsam, och begränsas nu för tiden endast till Halland (där den är fridlyst), men återfinns i stora delar av Kontinentaleuropa (Vitryssland, Estland, Litauen, Ryssland, Ukraina, Ungern, Polen, Österrike, Schweiz, Tjeckien, Slovakien, Tyskland, Belgien, Nederländerna, Danmark, Sverige, Bulgarien, Rumänien, forna Jugoslavien, Italien och Frankrike).
I bergstrakter når arten 1200 meter över havet. Växten kan bli upp till 60 centimeter hög. Den hittas ofta vid kanten av skogar, i öppna skogar som domineras av tallar samt i hedområden.

## Bevarandestatus
I största delen av utbredningsområdet är tysk ginst vanligt förekommande. I södra Sverige minskade populationen lite efter att hed omvandlades till jordbruksmark och när ny skog bildades i tidigare hedområden. IUCN listar arten som livskraftig (LC).